# 青葉通一番町站
青葉通一番町站（日语：／ Aoba-dōri Ichiban-chō eki */?）是一個位於日本宮城縣仙台市青葉區一番町三丁目，屬於仙台市地下鐵東西線的鐵路車站。車站編號是T06。副站名是「藤崎前」（至2020年3月31日）。

## 歷史
- 2015年12月6日：開業。

## 車站結構

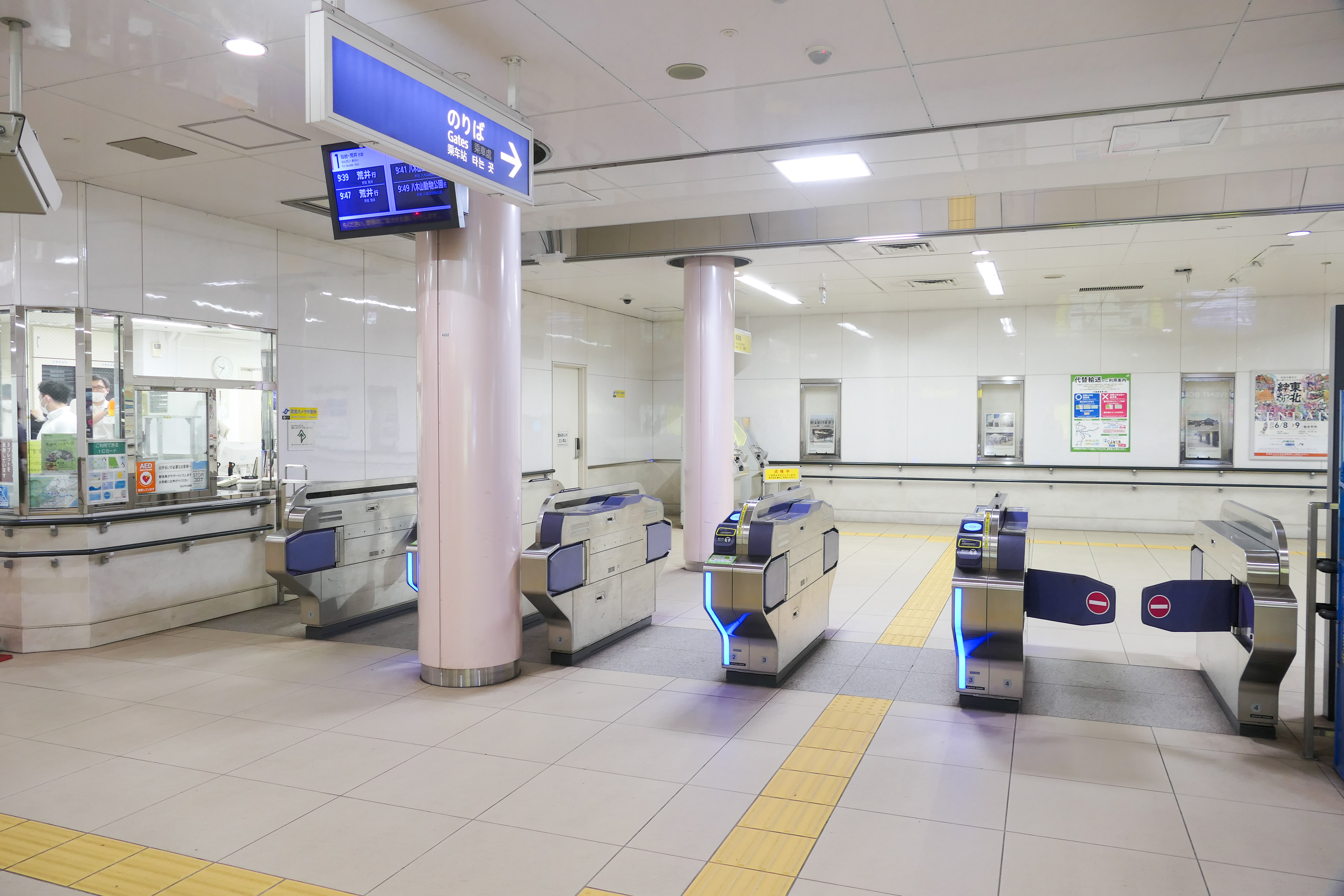
閘口(2024年6月)

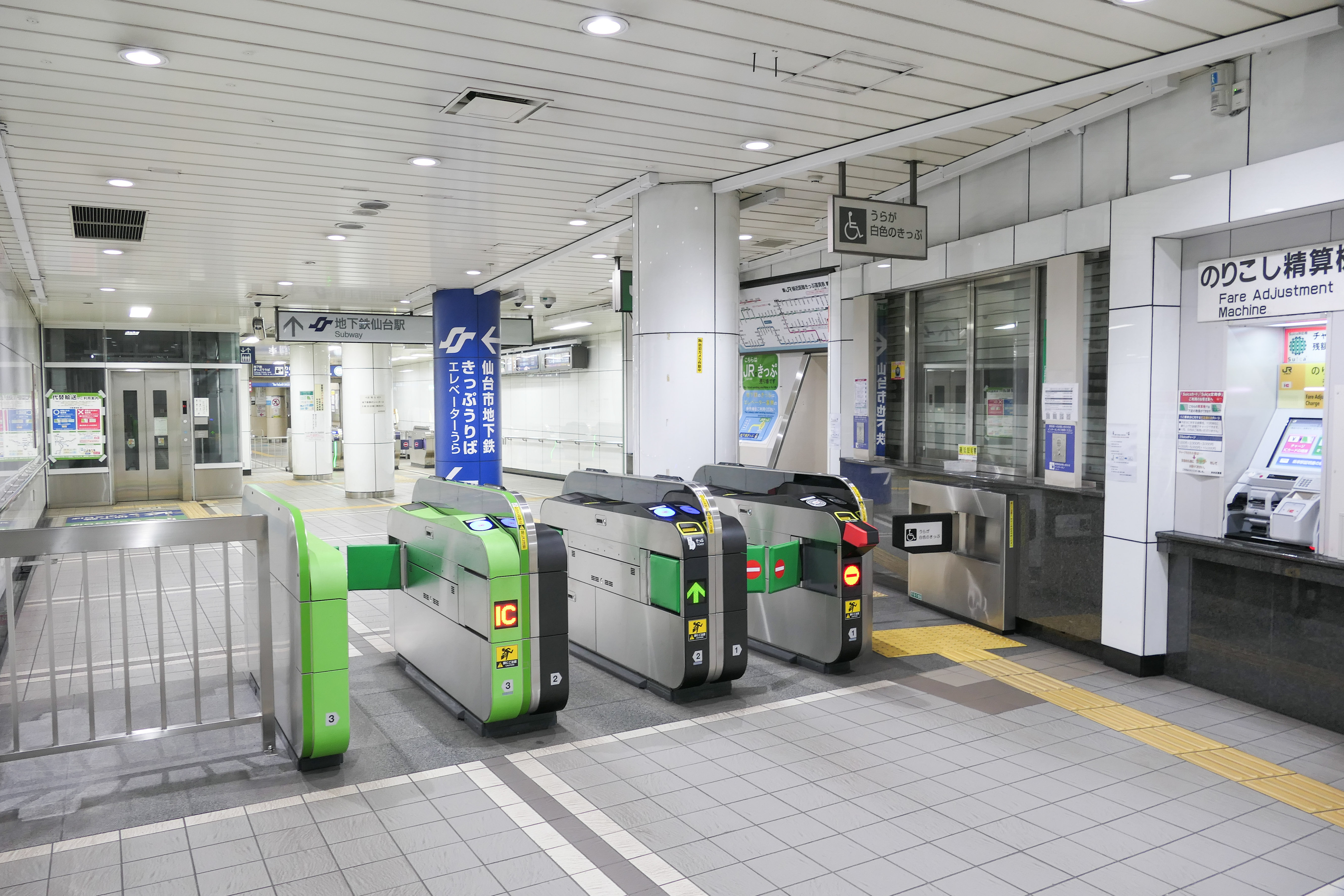
轉乘閘口(2024年6月)

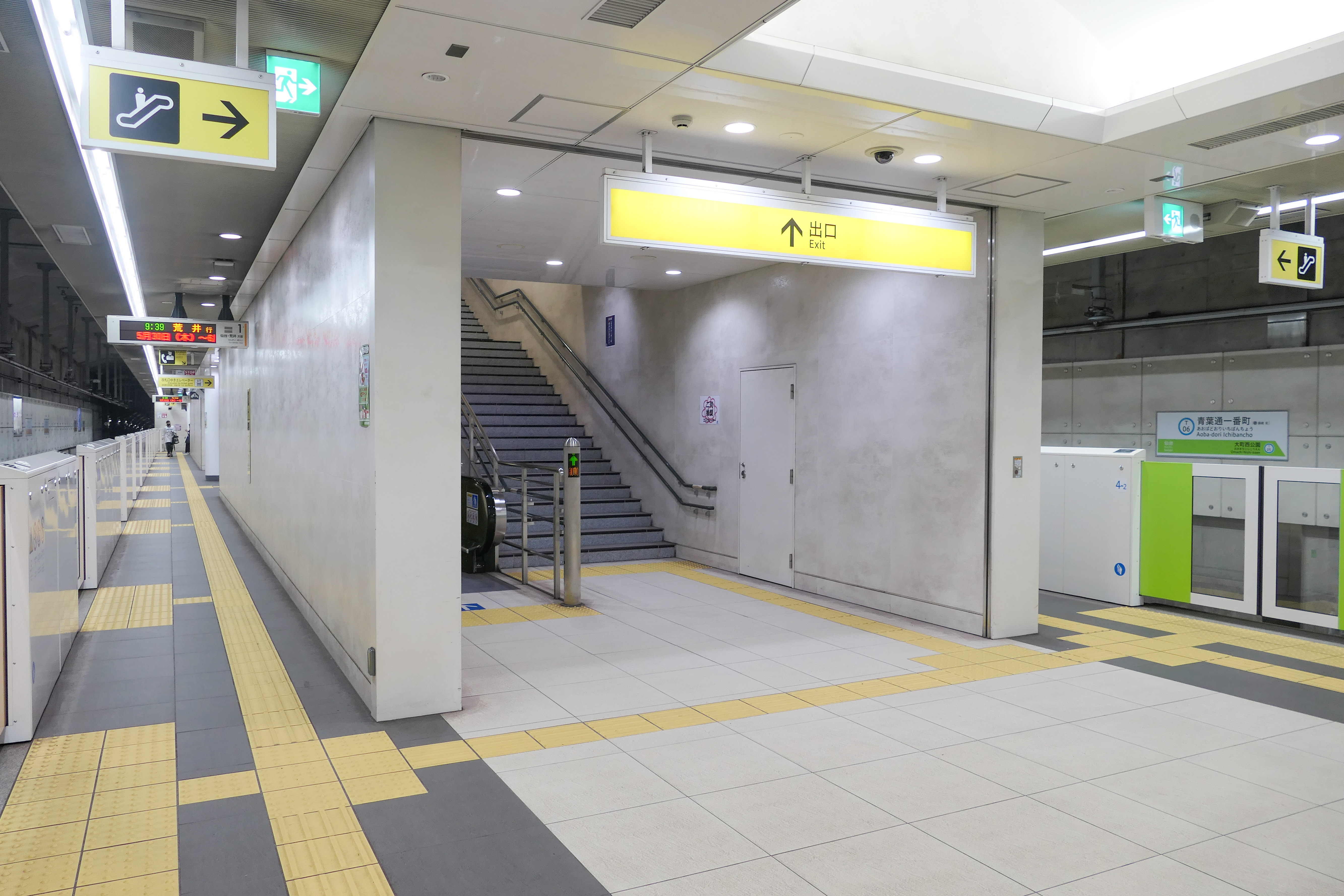
1號與2號月台(2024年6月)

位於青葉通與一番町（SunMall一番町）交差點。青葉通上由西面起有大町西公園站、此站與東日本旅客鐵道（JR東日本）青葉通站3站並排。
閘口位於地下4樓，月台位於地下5樓，地下1樓設有地下自行車停車場。

### 月台配置
| 月台 | 路線     | 目的地             |
| ---- | -------- | ------------------ |
| 1    | ■ 東西線 | 仙台、荒井方向     |
| 2    | ■ 東西線 | 八木山動物公園方向 |

## 使用情況
| 上車人次推移       | 上車人次推移     |
| 年度               | 一日平均上車人次 |
| ------------------ | ---------------- |
| 2015年（平成27年） | 5,303            |
| 2016年（平成28年） | 5,828            |
| 2017年（平成29年） | 6,750            |

- 2017年度（平成29年度）
  - 1日平均上車人數：6,750人[2]

一日平均上車人次（單位：人次）

## 相鄰車站
仙台市交通局（仙台市地下鐵）
■ 東西線
大町西公園（T05）－青葉通一番町（T06）－仙台（T07）

### 來源
1. ↑  仙台市地下鉄東西線 （页面存档备份，存于） - 一般財団法人日本エレベータ協会
2. ↑  仙台市地下鉄　駅別乗車人員の推移(平成29年度) （页面存档备份，存于） - 仙台市交通局

## 外部連結
- 仙台市交通局 東西線 （页面存档备份，存于）